# Bastion Maurice
Le bastion Maurice (Moritzbastei en allemand) est la seule partie encore existante des remparts de Leipzig en Saxe, Allemagne. Il est situé au sud-est du quartier Leipzig-Zentrum entre la place Auguste et le nouvel hôtel de ville. Il doit son nom au prince-électeur Maurice de Saxe (1521-1553).
Construit en 1554, il a été occupé par le club étudiant de l'université de Leipzig de 1979 à 1993. Depuis 1993, c'est un centre socio-culturel géré par la  Stiftung Moritzbastei (« Fondation du Bastion Maurice »).

## Historique
Le bastion est construit entre 1551 et 1554 sous la direction de Hieronymus Lotter (1497-1580), par ailleurs bourgmestre de Leipzig. Il remplace les fortifications précédemment détruites durant la guerre de Smalkalde (1546-1547). Il est baptisé en l'honneur de Maurice de Saxe, prince-électeur depuis 1547 et mort en 1553 pendant la construction.
Il a été pris d'assaut lors de la guerre de Trente Ans (1618-1648) et il perd sa fonction militaire lors de la guerre de Sept Ans (1756-1763). Il a ensuite servi d'atelier pour des saintiers ou des imprimeurs, ainsi que d'entrepôt pour des conserves alimentaires.
Entre 1796 et 1834, la première Bürgerschule aconfessionnelle d'Allemagne est construite sur les ruines du bastion, sous la supervision des architectes Johann Carl Friedrich Dauthe et August Wilhelm Kanne (de). Les Bürgerschulen (« lycée citoyen ») étaient des écoles secondaires professionnalisantes, ancêtres des Realschulen actuelles. Pendant la bataille des Nations en 1813, l'école est reconvertie en infirmerie d'urgence pour des soldats russes blessés.
En 1848, la société des beaux-arts ouvre dans une partie du Bastion le premier musée des beaux-arts de Leipzig. En 1875, la Bürgerschule est reconvertie en lycée professionnel pour femmes (höhere Schule für Frauenberufe) sous le nom de lycée sainte-Anne (St. Annen-Schule).

### Club étudiant (1973-1992)
En 1973-1974, des étudiants à la recherche de locaux pour un club étudiant découvrent les vestiges du Moritzbastei et convainquent l'université et la ville de les restaurer.
En 1974, le bastion est remis aux étudiants de l'université Karl-Marx de Leipzig. Environ 40 000 mètres cubes de gravats sont retirés au cours de 150 000 heures de travail bénévole. 30.000 étudiants participent à la phase de construction, dont la future chancelière allemande Angela Merkel.
Le 1er décembre 1979, l'actuelle cave supérieure est mise en service. Le 5 février 1982, l'ensemble du bâtiment est remis à l'université et est alors le plus grand club étudiant d'Europe. À la chute du mur, le bastion est géré par la FDJ et est un espace de rencontre où les étudiants organisent des forums, des tables rondes et des manifestations culturelles.
Lors de la réforme de l'enseignement supérieur en Saxe en 1992, le bastion est séparé de l'université de Leipzig et ne fait depuis plus partie des clubs gérés par les étudiants ou le Studentenwerk.

### Centre socioculturel (depuis 1993)

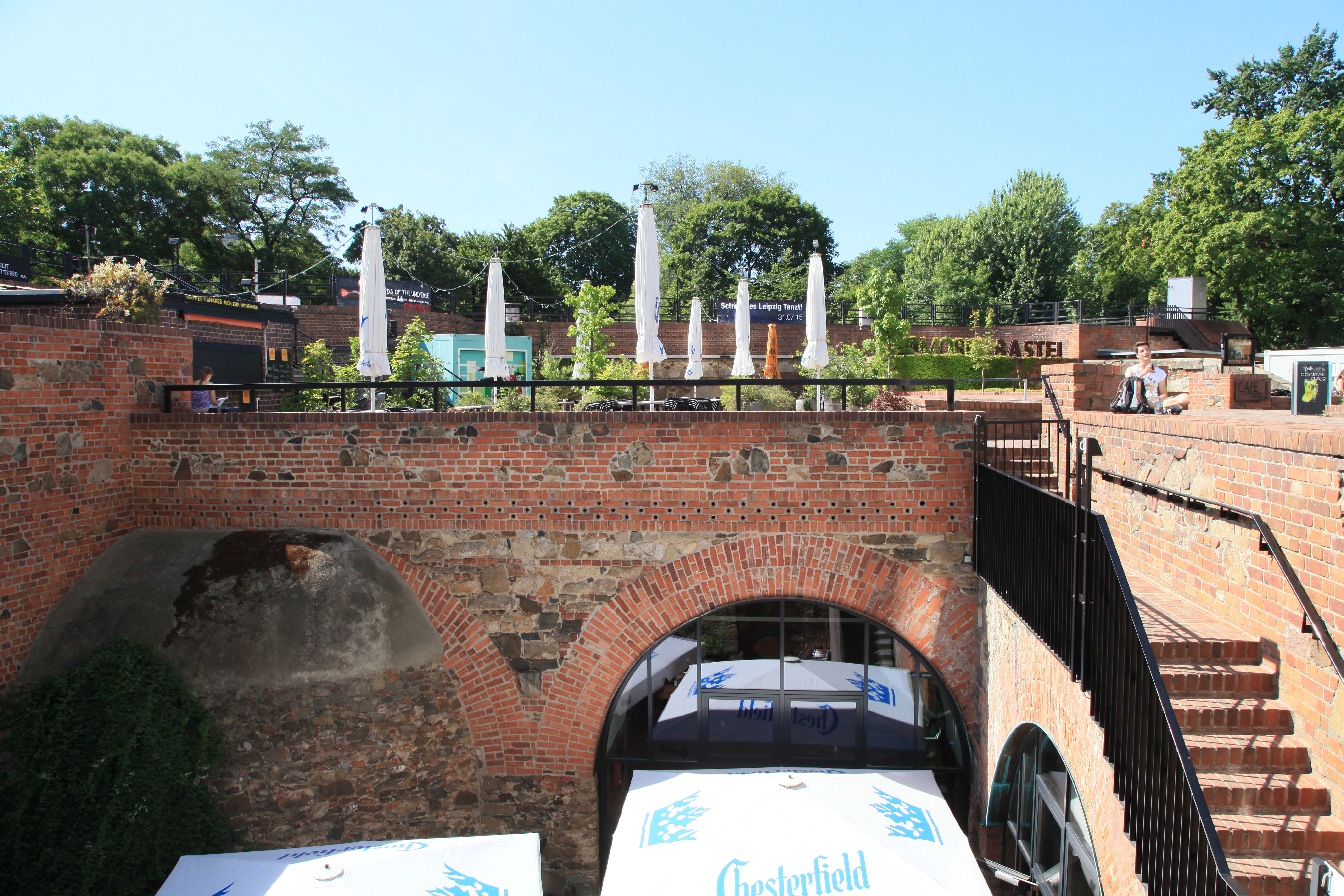
Le Bastion Maurice aujourd'hui

Depuis 1993, la Moritzbastei Betriebs GmbH gère le bastion, devenue l'un des grands centres culturels de la Saxe, pour le compte de la fondation Moritzbastei. La fondation veille à entretenir et préserver la culture estudiantine et académique à Leipzig. Le président du conseil d'administration de la fondation est de droit le recteur de l'université de Leipzig. Au sein du conseil d'administration de la fondation, le contrôle est effectué par la ville de Leipzig en tant que propriétaire du bâtiment, l'État libre de Saxe ainsi que des représentants de l'Université de Leipzig et de l'association des étudiants.
L'entreprise ne reçoit pas de subventions publiques, cependant certains projets culturels sont soutenus par le service culturel de la ville.
Des artistes du monde entier s'y sont produits, mais la Moritzbastei participe aussi à des projets régionaux. La part du public étudiant est importante, plus de 100 étudiants travaillent au "MB".